# Bazyli Dyakowski
Bazyli Dyakowski herbu własnego (zm. przed 6 czerwca 1704 roku)  – pisarz grodzki grabowiecki w latach 1690–1696, wojski grabowiecki od 1688 roku.
Poseł na sejm elekcyjny 1697 roku z województwa bełskiego.